# Dominator (festival)
Pour les articles homonymes, voir Dominator.
Dominator, aussi appelé Dominator Festival, sous-titré The Hardcore Festival, est un festival annuel en outdoor (plein air) de techno hardcore organisé aux Pays-Bas, conjointement par les entreprises événementielles néerlandaises Art of Dance et Q-dance. Ayant vu le jour en 2005, Dominator est considéré comme le plus grand festival outdoor de techno hardcore au monde, rivalisant avec le Defqon.1 (le plus grand représentant de la scène hardstyle internationale) et le Tomorrowland (le plus grand représentant de la scène EDM).

## Histoire

### 2005–2009
La première édition, coorganisée par ID&T, Masters of Hardcore et Q-dance, s'est déroulée le 30 juillet 2005 à Het Rutbeek près d'Enschede. En 2006, Dominator n'a pas eu lieu. En 2007, Dominator revient, cette fois au parc municipal de Groningue. La troisième édition a été organisée le 26 juillet 2008 à la zone récréative « Vlietland » en Hollande-Méridionale. À partir de 2009, Dominator est organisé sur l'E3-Strand à Eersel.

### 2010–2015

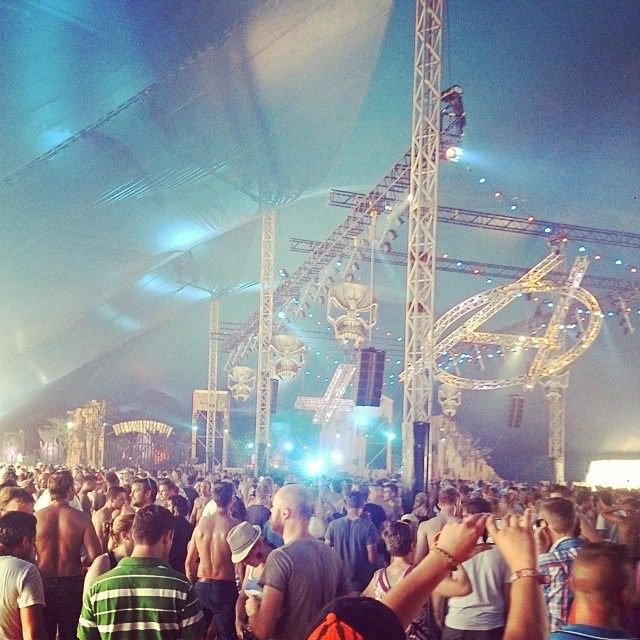
Darkraver pendant l'édition 2014 de Dominator.

Le premier vrai thème de Dominator apparaît en 2010, lors de l'édition Highway to Hell, et gagne en popularité à partir de ce moment là. La scène rawstyle est montée sur un camion américain de type Kenworth[réf. nécessaire]. Un aftermovie est également produit à l'occasion des 5 ans du festival.
Nirvana of Noise, l'édition 2011, relance le concept du thème dédié et montre ouvertement la tradition de l'anthem, titre composé par un plusieurs DJ spécifiquement pour l'édition en question, (ici, le duo italien Art of Fighters). Cet anthem se popularise grâce à l'apparition du cri du festival dans ce morceau (« DOMINATOOOOOOR! »). Le festival se déroule peu après les événements de Norvège. The Supreme Team dédicace son mix final aux victimes des attentats. Entretemps, un site web, www.nirvanaofnoise.com/, a été créé à l'occasion de l'événement
Cast of Catastrophe, l'édition 2012, marque le premier vrai show à thème horrifique du festival, et met en place un studio de tournage géant, infesté de zombies et d'autres créatures de l'horreur. Les DJ Angerfist et Outblast se sont chargés de l'anthem. C'est un grand succès et Outblast signera ici son troisième et dernier anthem pour le festival[réf. nécessaire].
Carnival of Doom, l'édition 2013, met en place une fête foraine géante de type Freakshow. L'anthem de cette édition est réalisé par The Supreme Team. Cette édition reste le plus grand succès médiatique du festival a ce jour, son aftermovie enregistrant plus de 10 millions de vues sur YouTube, et devient une référence parmi les festivaliers, notamment grâce à sa programmation, car il y avait beaucoup de noms célèbres qui ne se produisent plus aujourd'hui 
Metropolis of Massacre, l'édition 2014, met en scène une ville infestée de zombies et d'autres créatures horrifiques. L'anthem est signé Miss K8 & MC Nolz. Cette édition marque la dernière apparition en mainstage pour les DJ Wasted Mind et Hellsystem, ainsi que leur productions axées millenium hardcore, pour laisser la place a de nouvelles étoiles montantes plus tard. Cette édition est également un succès.

### 2015–2019
Riders of Retaliation, l'édition 2015, représente un camp de motards satanistes en alerte, largement inspiré d'autres médias (comme la série Sons of Anarchy par exemple). Cette édition marque les 10 ans du festival et introduit pour la première fois le concept d'une scène destinée aux jeunes talents. L'anthem est signé par Nosferatu et Tha Playah. Hardnews.nl confie d'ailleurs qu'un visiteur a failli mourir sur le chemin du festival.
Methods of Mutilation, l'édition 2016, laisse place un immense show sanguinaire de torture et d'horreur, et réunit diverses atrocités visuelles dans son thème. L'anthem est signé Furyan et MC Alee. Maze of Martyr, l'édition 2017, pose les bases d'un labyrinthe horrifique, où les zombies règnent en maître, tuant et dévorant quiconque osera s'y aventurer ; l'anthem est réalisé par DJ Mad Dog et Dave Revan.
Wrath of Warlords, l'édition 2018, change l'univers du festival, pour l'orienter sur un terrain Post-Apocalyptique. Elle simule une lutte de pouvoir entre 8 clans assoiffés de sang (représentant une scène du festival chacun) dans un désert aride. Inspirée de Mad Max Fury Road, l'édition apporte un véritable coup de frais au festival, et est un succès commercial, les tickets s'étant vendus en à peine plus d'un mois[réf. nécessaire]. L'anthem est réalisé par Neophyte.
Rally of Retribution, l'édition 2019, fait directement suite à l'opus précédent, en mettant en scène un rallye géant entre les mêmes clans que l'année précédente. L’événement a rencontré également un succès, mais les ventes se sont faites plus timidement, en guichet fermé, annoncé a peine quelques jours avant le jour J. quelques nouvelles curiosités font leur apparition, le traditionnel saut à l'élastique étant remplacé par un saut à l’intérieur d'une voiture. L'anthem est réalisé Angerfist et MC Nolz.

### Depuis 2020
En raison de la crise sanitaire internationale engendrée par la pandémie de Covid-19, l'édition 2020, qui aurait dû voir la mise en place d'un camping, est annulée sur un décret du gouvernement néerlandais,. Cependant, une vidéo retraçant tous les Dominator depuis Nirvana of Noise (2011) est publiée sur YouTube. L'annulation se poursuit en 2021. Le festival revient en 2022 avec l'édition Hell of a Ride suivi en 2023 par Voyage of the Damned

## Concept
Le nom du festival est tiré du morceau Dominator, sorti en 1991 par le groupe Human Resource, une des œuvres fondatrices de la musique gabber. Le festival est majoritairement basé sur un thème horrifique (bien que depuis 2018, le thème est orienté Post-apocalyptique, avec de grandes similitudes visuelles et scénaristiques avec la série de films Mad Max[réf. nécessaire]).
Chaque thème du prochain festival est annoncé lors d'un évènement similaire, le Masters of Hardcore, qui se déroule plus tôt dans l'année (Généralement en Mars) 

## Programmations
| Date                             | Lieu                             | Nom                                        | Participations | Réfs   |
| -------------------------------- | -------------------------------- | ------------------------------------------ | --- | ------ |
| 30 juillet 2005                  | Het Rutbeek, Enschede            | Dominator                                  | - Area 1 — Thunderdome : Armageddon Project, Art of Fighters, Daisy, Delta 9, Endymion, Evil Activities, Manga, Noize Suppressor, Placid K, Re-Style, Sceletor, The Stunned Guys, Vince. - Area 2 — Masters of Hardcore, animé par MC Syco : Angerfist, DJ D, DaY-már, Dione, Headbanger, Miss Flower, Neophyte, Nosferatu, Ophidian, Osiris, Outblast, Paul Elstak, T-Junction, Tommyknocker. - Area 3 — Houseqlassics, animé par MC Ruffian : Beasty Boy & Da Vincy, Bountyhunter, Champ-e-on, Flamman & Abraxas, Franky Jones, Petrov, Predator, Stanton, The Prophet, Waxweazle, Human Resource (live). - Area 4 — Mindcontroller, animé par MC Da Mouth of Madness : Bass-D and King Matthew, Buzz Fuzz, Chosen Few, Dr. Rude, J.D.A., Rob Gee, Rotterdam Terror Corps, Scott Brown, The Viper, Weirdo, G-Town Madness (live), Shadowlands Terrorists (live). - Area 5 — Darkcore : Akira, D-Passion, D-Spirit, Drokz, Jappo, Lenny Dee, Negative A, Partyraiser, The DJ Producer, The Outside Agency, The Wishmaster, Tieum, Unexist, The Destroyer (live). - Area 6 — Freestyle, organisé par B2S, animé par MC DV8 : Dana, Dano, Gizmo, Isaac, Panic, Pavo, Pila, Rob & MC Joe, The Scientist, Yves Deruyter. - Area 7 — Roots / chill-out : Ambient Daan, Isis, Jaydee, Miss Monica, Paul Jay, Per. | [ 15 ] |
| 28 juillet 2007                  | Stadspark, Groningue             | The Biggest Hardcore Festival in the World | - Area 1 — Dominator Stage, animé par MC Syco : D-Saster, Catscan, J.D.A., Paul, Korsakoff, Neophyte (live), Promo, Art of Fighters, Noize Suppressor (live), Placid K, Angerfist (live), The Stunned Guys, DaY-már, Outblast, Predator - Area 2 — Hardtechno : D-Rich, Bastet, Broken Rules, Peaky Pounder, Rude Awakening, Waldhaus (live), Weichentechnikk (live), Viper XXL. - Area 3 — Early hardcore, animé par MC Da Mouth Of Madness : Weirdo, Waxweazle, The Masochist (live), Panic, Vince, Digital Boy, G-Town Madness, Bass-D & King Matthew, Stanton, Rotterdam Terror Corps (live), Scott Brown, Dr. Rude. - Area 4 — Hardcore, animé par MC Apster : Stikko, Mercenary, Re-Style, Rudeboy, Tomcat, Tha Playah, Fraction, Hazes, Core Pusher, Sceletor, Endonyx, Osiris, T-Junction, Recype, Nico e Tetta. - Area 5 — Freestyle : Q-ic, Norman, Dark-E, D-Block & S-te-Fan, Ruthless, Isaac, The Prophet, Deepack, Luna. - Area 6 — Industrial : Obscurity, D-Passion, Negative A, Unexist, Randy, Hellfish, The Destroyer (live), Manu le Malin, The DJ Producer. - Area 7 — Breakcore / Terror : Adnoctum, Vexer, King Pin, Toxic, Capslock (live), RDZ, Digeon, Vexer, Mr. Courage (live), FFF, Bonehead, Eye-D, Hidden, Irate (live), Sickboy, Akira, Drokz. | [ 16 ] |
| 26 juillet 2008                  | Vlietland, Leidschendam-Voorburg | The Hardcore Festival                      | - Area 1 — Mainstage, animé par MC Ruffian : Tha Playah, Promo, Korsakoff, Traxtorm Gangstaz Allied (live), Noize Suppressor, Vince, Nosferatu, Neophyte (live), Paul Elstak, Angerfist (live), Predator (live), DaY-már, Evil Activities, Outblast - Area 2 — Early hardcore, animé par MC Syco : The Masochist, The Viper, Shadowlands Terrorists (live), Waxweazle, J.D.A., Rob & MC Joe, Ruffneck, Lars, Panic, Marc Acardipane (live), Scott Brown, Dr. Rude - Area 3 — Industrial : D-Saster, Mindustries, Matt Green (live), N-Vitral (live), E-Noid, Negative A, Manu le Malin, Daisy, Tymon, Lenny Dee, Catscan, D-Spirit, Partyraiser, Bryan Fury (live), Hellfish. - Area 4 — Uprising, animé par MC Linez : Sagem, The Beat Controller, Mercenary, The Menace, Nexes, Re-Style, D-Saster, Osiris, Rudeboy, Tomcat, T-Junction, Recype, Sceletor - Area 5 — Hardcore Italia, animé par MC Villain : Meccano Twins, AniMe, Amnesys, Placid K, Nico & Tetta, Mad Dog, Tommyknocker, Art of Fighters (live), The Stunned Guys, Unexist - Area 6 — Back to the Future / Evolution, animé par MC Metal D : Stinger, Mekok, Twilight, Toxic, Beatkiller, Angernoizer, Mr. Courage (live), HKV (live), Fiend, Bonehead, The Destroyer (live), Passenger of Shit (live), Akira, Drokz, Razion - Area 7 — Hardcore Italia, animé par MC DV8 : Genius, Ruthless, Stanton, Deepack, Isaac, Darkraver, Pavo, The Prophet, Dana | [ 17 ] |
| 25 juillet 2009                  | E3-Strand, Eersel                | The Hardcore Festival                      | - Area 1 — Mainstage, animé par MC Ruffian : T-Junction, Endymion, Angerfist (live), Art of Fighters, Catscan, Amnesys, DJ D, Korsakoff, DaY-már, Nosferatu, Outblast, Tommyknocker, Neophyte Records Allstars (live), D-Passion, Promo, Noize Suppressor (live). - Area 2 — Early hardcore, animé par MC Hughie Babe et MC Syco : Buzz Fuzz, Rob, Digital Boy, The Horrorist (live), Lady Dana, Paul, Panic, Stanton, Charly Lownoise et Mental Theo, Darkraver, The Prophet. - Area 3 — Hardcore Italia, animé par MC Jeff : Alien-T, The Wishmaster, AniMe, Nico e Tetta, Noize Suppressor, Traxtorm Gangstaz Allied (live), Unexist, Meccano Twins, Mad Dog, The Stunned Guys, Tommyknocker - Area 4 — Hong Kong Violence, animé par MC Metal D : DJMR, Giovanni, Soundwave, Beatkiller, Charlie, Vortex, The Vizitor, XXXXXLarge, Bryan Fury (live), Speedcore Terror Kinetic (live), HKV (live), Narotic, Nevermind, Passenger of Shit (live), Akira, Drokz. - Area 5 — Industrial, animé par MC Justice : D-Spirit, Armageddon Project, The Outside Agency, Manu le Malin, Deathmachine, Radium, Tymon, The DJ Producer, Hellfish. - Area 6 — Uprising Dominators, animé par MC Linez : The Rizzler, Sagem, The Menace, The Beat Controller, Terminal & Vavaculo, Mercenary, Sceletor, Vega, Only, Recype. | [ 18 ] |
| 24 juillet 2010                  | E3-Strand, Eersel                | Highway to Hell                            | - Area 1 — Dead End — Mainstage, animé par MC Tha Watcher : Re-Style, Tha Playah, Korsakoff, G-Town Madness (live), The Viper (live), Mad Dog, Predator, Art of Fighters (live), Nitrogenetics, Endymion, Nosferatu, Angerfist (live), DaY-már, Partyraiser, Masters of Ceremony (live), Outblast, The Stunned Guys. - Area 2 — Trailerpark — Industrial, animé par MC Justice : Obscurity, Ophidian, Counterfeit, Negative A, Simon Underground, Tymon, Axe Gabba Murda Mob, The DJ Producer (live), Mark N, The Destroyer (live), Satronica. - Area 3 — Shattered Dreams — Early hardcore, animé par MC Remsy et MC Syco : Bountyhunter, Pavo, Bass-D and King Matthew, Dr. Rude, Flamman & Abraxas (live), Scott Brown, DJ Delirium, The Oldschool Commanders (live), Darkraver, Shadowlands Terrorists (live), Vinyl Junk, Vince. - Area 4 — The Liquor Store — Hardcore Italia, animé par MC Jeff : Alien-T, Meccano Twins, Claudio Lancinhouse, Hellsystem, Nico e Tetta, DJ D, Tommyknocker, AniMe, Noize Suppressor presents Sonar (live), Placid K, Amnesys, Unexist. - Area 5 — The Highway — Raw Hardstyle, animé par MC Renegade : Anagenetic, Psyko Punkz, Chain Reaction, Crypsis, The Machine, Max Enforcer, Alpha², Donkey Rollers (live), B-Front, Tatanka, Zatox. - Area 6 — Hong Kong Violence — Terror, animé par MC Metal D : La Magra, Rapticon, Melvin Tegno, Element: Destruction, Stinger, Beatkiller, Explicit, Vexer, Tripped (live), Mr. Courage (live), Sarin Assault (live), Bonehead (live), HKV (live), Rotator (live), Liquid Blasted (live), Passenger of Shit (live), Akira, Drokz | [ 19 ] |
| 30 juillet 2011                  | E3-Strand, Eersel                | Nirvana of Noise                           | - Area 1 — Main, animé par MC Ruffian et MC Tha Watcher : Kasparov, State of Emergency, D-Passion, Ophidian, Nosferatu, DJ Mad Dog (live), Noize Suppressor (live), Neophyte, Korsakoff, The Viper, Dyprax, Negative A, Nitrogenetics, Amnesys, Art of Fighters (live), The Supreme Team. - Area 2 — Industrial, animé par MC Justice : Counterfeit, Catscan, N-Vitral (live), Tymon, Sei2ure (live), Synapse (live), DaY-már, I:gor (live), Meccano Twins, Partyraiser, Tieum, The Sickest Squad (live). - Area 3 — Early, animé par MC Syco : Pavo, Bass-D, Dune, Mental Theo, Critical Mass, Forze DJ Team, Promo, Predator, Ruffneck, Darkraver, Vince. - Area 4 — Hardcore Italia, animé par MC Jalia et MC Jeff : Kuz, The Wishmaster, Alien T, Hardcore Blasters, The Stunned Guys, AniMe, Nico e Tetta, Traxtorm Gangstaz Allied (live), Placid K, Noize Suppressor, Tommyknocker, Unexist, The Destroyer (live). - Area 5 — Raw Hardstyle, animé par MC Renegade : Anagenetic, Titan, The R3belz, Psyko Punkz (live), Ran-D, Chain Reaction, Luna, Crypsis (live), B-Front, DJ Tatanka, Zatox, Zany - Area 6 — Hong Kong Violence, animé par MC Metal D : Garong, Little Terror Man, RDZ, The Massacre, Beatkiller, Noisekick (live), Bonehead, D.O.M. (live), Mechakucha (live), Bryan Fury, CoffeeCore, HKV (live), Nawoto Suzuki, The DJ Producer, Akira, Drokz | [ 20 ] |
| 21 juillet 2012                  | E3-Strand, Eersel                | Cast of Catastrophe                        | - Area 1 — Cast of Catastrophe, animé par MC Tha Watcher : Hellsystem, Re-Style, State of Emergency, Amnesys, The Stunned Guys, Endymion (live), DaY-már, Partyraiser, Noize Suppressor (live), Korsakoff, Neophyte (live), Tha Playah (live), Dyprax, Outblast, Angerfist (live). - Area 2 — Outcast, animé par MC Justice : Dither, Miss K8, Lowroller, Meagashira, Negative Audio (live), Tymon, The DJ Producer, I:gor (live), Switch Technique, The Sickest Squad (live), Tieum. - Area 3 — 16 MM, animé par MC Syco : Stanton, Franky Jones, J.D.A., Lenny Dee, Marc Acardipane (live), Buzz Fuzz, Bodylotion (live), Predator, Bass-D, Darkraver, Vince. - Area 4 — International Cast, animé par MC Jeff : Obsession, Javi Boss, Juanma, Exotane, Angeldust, Kutski, Kristof, Miosa, Satronica, Unexist, AniMe, DJ Mad Dog, DJ D, Rayden. - Area 5 — Raw Cast, animé par MC Da Syndrome : Alphaverb, Chain Reaction, Frequencerz (live), Psyko Punkz, Ran-D, Crypsis, B-Front, Thera, Radical Redemption. - Area 6 — Hong Kong Violence, animé par MC Metal D : Rictus Sempra, The Vizitor, Beatkiller, Limewax, Thrasher, Noisekick (live), Nekrolog1k (live), Bryan Fury, Homeboy, Maissouille, Bonehead, Tripped, The Destroyer (live), Akira, Drokz . | [ 21 ] |
| 20 juillet 2013                  | E3-Strand, Eersel                | Carnival of Doom                           | - Area 1 — Carnival of Doom, animé par MC Tha Watcher : Decipher & Shinra, Javi Boss, Dirty Bastards (live), Korsakoff, Re-Style, Endymion (live), Nosferatu (live), Mad Dog, Dyprax, Noize Suppressor (live), DaY-már, Wasted Mind, The Supreme Team - Area 2 — Train of Tremor, animé par MC Justice : Igneon System, Counterfeit, Tymon, Dr. Peacock, The Sickest Squad (live), DJ Radium, Lowroller, Negative A, Bloodcage, Partyraiser, I:gor (live), Thrasher - Area 3 — Ride of Malice, animé par MC Syco : Rob & MC Joe, Vince, Marc Acardipane, Bass-D, Bodylotion (live), Darkraver, Kutski, Paul Elstak, Predator, Lenny Dee, J.D.A. - Area 4 — Human Canonball, animé par MC Axis et MC Jeff : Crossfiyah, Meagashira, Nitrogenetics, T-Junction, Accelerator (live), Miss K8, Neophyte, State of Emergency, The Viper, Catscan, Amnesys - Area 5 — Wheels of Rawness, animé par MC DV8 : Solutio & The I's, Tartaros, Jack of Sound, Luna, Alpha², Chain Reaction, Ran-D, B-Front, Crypsis, Frequencerz, Radical Redemption (live), High Voltage - Area 6 — Hong Kong Violence Horror House, animé par MC Metal D : Stinger, Vexer, Explicit, Tugie, Noisekick (live), Sandy Warez, Stazma the Junglechrist (live), Bonehead, HKV (live), AK-47, Axe Gabba Murda Mob, Bong-Ra, The DJ Producer, Akira, Drokz. | [ 22 ] |
| 19 juillet 2014                  | E3-Strand, Eersel                | Metropolis of Massacre                     | - Area 1 — Metropolis of Massacre, animé par MC Tha Watcher : Angerfist (live), Korsakoff, Noize Suppressor (live), Miss K8, DJ Mad Dog, Partyraiser, DJ Outblast, Nosferatu, Wasted Mind, Neophyte Allstars (live), Ophidian (live), Hellsystem, Rayden, Bodyshock, Crossfiyah. - Area 2 — Mall of Desolation, animé par MC Jeff : Re-Style, DaY-már, N3AR, Dyprax, Javi Boss, Catscan, State of Emergency, Predator, Decipher & Shinra, Thorax (live), Juanma, Triax. - Area 3 — Savage Station, animé par MC Dart : Limewax, Lowroller, I:Gor (live), Negative Audio (live), Bloodcage, The DJ Producer, Rude Awakening, Tymon, The Punisher, C-Netik, Mindustries. - Area 4 — Harbour of Harmonics, animé par MC Nolz : Radical Redemption, Crypsis, Chain Reaction, Titan, DJ Zany, High Voltage, Warface, Typhoon, Act of Rage, X-Pander, Kold Konexion. - Area 5 — Bypast Park, animé par MC Syco : Paul Elstak, Promo, Darkraver, Shadowlands Terrorist (live), Base Alert, Bass-D, Buzz Fuzz, Bike, Dr. Z-Vago, DJ Pavo. - Area 6 — Dragon of Demise, animé par MC Metal D : Drokz, DJ Akira, The Outside Agency, Bryan Fury, HKV (live), Bonehead, The Vizitor, Tripped, Thrasher, Noisekick, The Hardcoholics, Coffeecore, Detest, Khaoz Engine, La Magra, Garong - Area 7 — Patisserie la Psychose, animé par MC No-Id : Dr. Peacock, Johnny Napalm, The Braindrillerz (live), Le Bask, X-Mind, Bit Reactors, Subversion, DAM (live), Sirio, Marcus Decks. | [ 23 ] |
| 18 juillet 2015                  | E3-Strand, Eersel                | Riders of Retaliation                      | - Area 1 - Riders of Retaliation, animé par MC Tha Watcher : Angerfist (live), Mad Dog, Korsakoff, Miss K8, Tha Playah & Nosferatu, Destructive Tendencies (live), Outblast vs Neophyte, Evil Activities, Dyprax & Bodyshock, Re-Style, Triax. |        |
| 16 juillet 2016                  | E3-Strand, Eersel                | Methods of Mutilation                      | - Area 1 - Methods of Mutilation, animée par MC Tha Watcher : Angerfist (live), DJ Mad Dog, Tha Playah, Miss K8, Noize Suppressor (live), Scarphase (live), Destructive Tendencies (live), Korsakoff, Furyan, Neophyte, Evil Activities, Nosferatu, Outblast, Dyprax, Bodyshock, Thorax, Decipher, Meltdown. - Area 2 - Sands of Slaugter, animée par MC Nolz : Radical Redemption, Adaro, Warface, E-Force, Crypsis, Digital Punk, B-Front, Chain Reaction, Jack of Sound (live), Delete, High Voltage, Sub Sonik, D-Sturb, Act of Rage, Outbreak, Artifact, Bass Chaserz. - Area 3 - Sector 79, animée par MC Animal Tag : Partyraiser, Unexist, Day-Mar, F.Noize, Bloodcage, Negative A, The Outside Agency, Tieum, I:Gor, Counterfeit, Icha, Repix, Luxxer. - Area 4 - Dome of Demoliton, animée par MC Alee : Re-Style, The Viper, Catscan, Dirty Bastards (live), Noize Bangerz, Predator, Khaoz Engine, Tears of Fury, Triax, Nitrogenics, Javi Boss, Crossfiyah, Stereotype. - Area 5 - Archaic Anger, animée par MC Syco : Paul Elstak, Darkraver, Vodylotion (live), Dana, Marc Acardipane, Millenium Mayhem, Panic, Bass-D, Shadowlands Terrorists, Dr. Rude, Pavo, Flamman & Abrakas. - Area 6 - Gallic Genetic, animée par MC NO-ID : Dr. Peacock, The Sickest Squad, The Braindrillerz, Death bu Desgin, Randy, Le Bask, The Speed Freak, Hungry Beats, Johnny Napalm, Mutante, Marcus Decks, Brutal Jesters, Cyclon, Hyrule War, X-Mind. - Area 7 - The Havog, animée par MC Mike Redman : Drokz, Akira, The Hard Way (live), The Destroyer, Hong Kong Violence (live), Mythridate, Bryan Fury, Thrasher, [KRTM], Dolphin, Satan, Angernoizer. - Area 8 - State of Trial, animée par MC Livid : Access One, Amisha, Damon, Dizzy Mack, Edub, Fade-Out, Mr. Sinister, Onesimk, Stampede, The Fuze, The Rufus, X.M.8. |        |
| 15 juillet 2017                  | E3-Strand, Eersel                | Maze of Martyr                             | - Area 1 : Maze of Martyr, animée par MC Tha Watcher : Restrained, Tears of Fury, Dyprax (xclusive live), Noise Suppressor (live), Anime, Evil Activities, Bodyshock, Korsakoff, Unexist (live), Destructive Tendencies VS F. Noise, Miss K8, Guerrillas (live), Partyraiser, Angerfirst (live), DJ Mad Dog. - Area 2 : Pitfalls of Pain, animée par MC Diesel : Synthax, Meltown, Crossfiyah, Dirty Bastards, Furyan, Thorax, Nosferatu, Predator, Re-style, Deadly Guns, D-fence, Spitnoise. - Area 3 : Marble of Miscreant, animée par MC Da Mouth of Madness : Sei2ure, Tymon, Bloodcage, Thrasher, N-Vitral, Black Flowers (live), Negative warz, Detest, Tieum, Innomate (live), Scarphase (live), Dr. Peacock, Brutale (Sickest Squad vs. Andy the Core), Dolphin. - Area 4 : Depths of desperados, animée par Nolz : Killshot, Artifact vs. Phuture noize, Jack of Sound, Digital Punk, Sub Sonik, B-front vs. Adaro, D-sturb vs. Act of Rage, Radical Redemption, E-force, Warface vs. Delete, Crypsis, Rebelion (live). - Area 5 : Wall of Wrath, animée par MC Syco : Pavo, J.D.A, Vince, Panic, Paul Elstak, Bass-D, Menace II Society, Darkraver, Catscan (live), Neophyte (live), The Viper. - Area 6 : Hong Kong Violence, animée par MC Mike Redman : Apathy, Enikes, The destroyer, Mithridate, Stefan zmk, HKV (live), Khaoz Engine (live) Passenger of shit, Tripped, Noisekick, Hellfish, Drokz vs. Akira. - Area 7 : The Blades, animée par MC No ID : Deathroar, Randy, Sefa, Marcus Decks, Le Bask, Cyclon vs. Hyrule war, Maissouille, The Speed Freak, Radium, Death by Design, Remzcore, Mutante. - Area 8 : Place of Plunder, animée par MC Livid : Mental Disorder, Treachery, D-ceptor, Breakstyle, DMS, Roon VS Kosmix, Ragnarok, OMG909, Bloody Vaya, The Painkillers, D-Frek, Execrate.            |        |
| 20 juillet 2018                  | E3-Strand, Eersel                | Wrath of Warlords                          | - Area 1 - Lords of Domination, animée par MC Tha Watcher : Angerfist, Miss K8, Destructive Tendencies (live), N-Vitral (live), Partyraiser, Korsakoff, Neophyte (25 Years of Neophyte Hardcore), Dogfight Live (Mad Dog, AniMe, Noize Suppressor & Unexist), Dr. Peacock (live), Paul Elstak, Tha Playah, Evil Activities, Nosferatu, Furyan, D-Fence (live), Bodyshock (live), Never Surrender, Bulletproof, Broken Minds - Area 2 - Cult of Desperados, animée par MC Nolz : Radical Redemption, Warface (Heavy Artillery), Digital Punk, E-Force, B-Front, Adaro, D-Sturb, Delete, Crypsis, Sub Sonik, Act of Rage, Chain Reaction, Malice (live), Rvage, Enemy Contact - Area 3 - House of Dragons, animée par MC Mike Redman : Drokz, Akira, The Destroyer, Noisekick (live), Hong Kong Violence, Khaoz Engine, Angernoizer, Detest, Tripped, Striker (live), The Satan, Al Twisted, Dolphin, Bryan Fury, Joe Et, Rudi Ratte - Area 4 - Guillotine Clan, animée par MC No-Id : Sefa, Fant4stik, The Sickest Squad, Death by Design, Maissouille, Radium, Mutante, Remzcore, Billx, Hyrule War, Mr Ivex, Sprinky - Area 5 - Chainsaw Tribe, animée par MC Dart : Scarphase (live), F.Noize, Deadly Guns, Andy The Core, Day-Mar, The Outside Agency, I:Gor (live), Sjammienators (live), Tieum, Ophidian, Negative A, Dither, DRS, Thrashmachine - Area 6 - Decapitators, animée par MC Diesel : Noize Suppressor, Dyprax, Re-Style, Thorax, Spitnoise, Tears of Fury, Crossfiyah, Ignite, Amada, Juliex, Meltdown, Restrained - Area 7 - Guardian Maesters, animée par MC Syco : Darkraver, Menace II Society, The Viper, Bass-D, Panic, Shadowlands Terrorists (live), Catscan, MD&A (live), Dione, Predator, Franatic Freak, Crucifer, Gizmo, Stanton - Area 8 - Army of Entrants (line up composée de jeunes talents).    |        |
| 20 juillet 2019                  | E3-Strand, Eersel                | Rally of Retribution                       | — |        |
| 18 juillet 2020, 17 juillet 2021 | E3-Strand, Eersel                | We Will Prevail                            | Annulés en raison de la pandémie de Covid-19. Remplacés par des livestreams. |        |
| 15–16 juillet 2022               | E3-Strand, Eersel                | Hell of a Ride                             | — |        |
| 14–15 juillet 2023               | E3-Strand, Eersel                | Voyage of the Damned                       | — |        |
| 19–20 juillet 2024               | E3-Strand, Eersel                | The Core Citadel                           | — |        |
| 18- 19 juillet 2025              | E3-Strand, Eersel                | 20 Years of Hardcore Domination            | |        |

## Hymnes
- 2005 : Human Resource - Dominator - The Remixes
- 2007 : Outblast & Predator feat. Ruffian - The Hunt
- 2008 : Angerfist & Outblast - Radical
- 2009 : DJ D - D Power
- 2010 : Nitrogenetics - Driven by Fear
- 2011 : Art of Fighters - Nirvana of Noise
- 2012 : Angerfist & Outblast feat. Tha Watcher - Cast of Catastrophe
- 2013 : The Supreme Team - Carnival Of Doom
- 2014 : Miss K8 feat. MC Nolz - Metropolis of Massacre
- 2015 : Tha Playah & Nosferatu - Riders of Retaliation
- 2016 : Furyan feat. MC Alee - Methods of Mutilation (Official Dominator 2016 Anthem)
- 2017 : DJ Mad Dog & Dave Revan - Maze of Martyr (Official Dominator 2017 Anthem)
- 2018 : Neophyte - Wrath of Warlords
- 2019 : Angerfist & MC Nolz - Rally of Retribution
- 2020 : Soundwave – We Will Prevail (Quarantine mix)
- 2022 : Deadly Guns and Tha Watcher feat. Carola – Hell of a Ride
- 2023 : AniMe & Nolz - Voyage of the Damned
- 2024 : N-Vitral & Tha Watcher - The Core Citadel
- 2025 : The Supreme Team - Lead By Example